# 中川薬品
中川薬品株式会社（なかがわやくひん）は、京都府福知山市字天田小字堺谷口184-3に本社を置く主に医薬品・医療機器の卸売りを扱う企業であった。メディセオ・パルタックホールディングスグループの一社「井筒クラヤ三星堂」である。

## 概要
- 設立 昭和39年9月1日
- 資本金 1600万円
- 代表取締役社長 　中川幸助

## 営業拠点
- 舞鶴支店：京都府舞鶴市
- 宇治支店：京都府宇治市

## 主な取引メーカー
- 武田薬品
- 大日本製薬
- 中外製薬
- 第一製薬
- 森下製薬
- 日本新薬
- 大塚製薬
- 藤沢薬品
- ファイザー